# Теличенко Валентина Василівна
Валенти́на Васи́лівна Теличе́нко (нар. 7 травня 1969, смт. Чорнухи, Полтавська обл.) — українська правозахисниця, що спеціалізується на кримінальному і цивільному праві та на супроводженні справ у Європейському суді з прав людини. Член Правління міжнародного благодійного фонду «Відродження». Генеральним прокурором Юрієм Луценком були оголошені плани зробити її заступником Генерального прокурора України., проте призначення так і не відбулося. За повідомленням журналіста Володимира Бойка Теличенко не пройшла необхідну для призначення на посаду спецперевірку СБУ по допуску до державної таємниці. 

## Освіта
Навчалася в Чорнухинській середній школі ім. Г. С. Сковороди, що на Полтавщині, а потім (1984—1986 р.р) в Республіканській спеціалізованій школі-інтернаті фізико-математичного профілю, закінчила зі срібною медаллю. Потім вступила на фізичний факультет Київського національного університету імені Тараса Шевченка. Пізніше навчалася на юридичному факультеті Національного педагогічного університету імені М. П. Драгоманова.

## Правозахисна діяльність
Працювала в юридичній фірмі «Кравцов та Партнери». Валентина Теличенко ніколи не мала адвокатської ліцензії, а за дорученням представляла інтереси потерпілих в судових процесах і на слідстві.

### Резонансні судові справи
- Представляла інтереси Мирослави Гонгадзе, в справі, про вбивство її чоловіка, журналіста Георгія Гонгадзе. Зокрема, Теличенко в Європейському суді з прав людини домоглася компенсації у розмірі 100.000 євро від українського уряду на користь Мирослави Гонгадзе.[10]
- Представляла інтереси Надії Савченко в Європейському суді з прав людини[11][12].
- Представляла інтереси Юлії Тимошенко в Європейському суді з прав людини, у так званій, «газовій справі»[13]. Суд визнав арешт Тимошенко в серпні 2011 року незаконним та політично вмотивованим.[14]
- Представляла інтереси Юрія Луценка в Європейському суді з прав людини. Суд визнав затримання Луценка незаконним, а справу проти нього — політично вмотивованою. Окрім того, Теличенко домоглася компенсації від українського уряду на користь Луценка у розмірі 15.000 євро[15]
- Представляла інтереси жертв протистояння в Одесі 2 травня 2014 у Європейському суді з прав людини.[16]
- Представляла журналіста Олексія Подольського на процесі у звинуваченні Олексія Пукача, Наумця і Мариняка.
- Домоглася задоволення цивільного позову на суму майже 1,7 млн.₴ для сім'ї студентки Олександри Колі, загиблої в автомобільній аварії з тележурналістом Ігорем Пелихом.
- Представляла інтереси екс-мера Черкас Сергія Одарича в справі про дострокове припинення повноважень міського голови.[17][18]
- Представляла інтереси колишнього т.в.о. Міністра оборони Валерія Іващенка в Європейському суді з прав людини.[19][20]
- Представляла інтереси колишнього голови правління НАК «Нафтогаз України» Євгена Бакуліна в Європейському суді з прав людини.[21][22]
- Представляла інтереси фонду «Демократичні ініціативи», що приєднався до позову Київського міжнародного інституту соціології проти лідера партії «Україна — Вперед!» Наталії Королевської[23][24]

## Робота в Генеральній прокуратурі України
30 травня 2016 року, невдовзі після призначення на посаду, Генеральний прокурор України Юрій Луценко на брифінгу представив низку своїх заступників, зокрема й Валентину Теличенко. Зі слів Луценка, її основним завданням буде проведення реформ у прокуратурі та оновлення українського законодавства разом із представниками всіх правоохоронних органів.
|                | Її завдання – це проведення нових конкурсів до місцевої прокуратури... Туди мають прийти люди з юридичною освітою не з системи. Її завдання також - реформа Академії прокуратури за західними стандартами для перенавчання співробітників прокуратури... Також її завдання – введення західних стандартів статистики, що встановлюють саме органи прокуратури |
| — Юрій Луценко | |